# Žebětínský prolom
Žebětínský prolom je geomorfologický okrsek na jižní Moravě, v oblasti města Brna. Je součástí podcelku Lipovské vrchoviny, která je částí Bobravské vrchoviny.
Prolom je tvořen sníženinou v brněnském masivu, která je vyplněna neogenními a čtvrtohorními sedimenty. Nejvyšším bodem je vrchol Mladého vrchu (379 m n. m.). V severní části prolomu protéká potok Vrbovec, v jižní potom Augšperský potok.
Území prolomu je částečně zalesněno, zčásti jej tvoří pole, zbytek je urbanizován. V severní části prolomu se nachází brněnská sídliště Bystrc a Kamechy, na západě městská část Žebětín, na jihu vesnice Veselka a Popůvky.